# Pumas UNAM
Club Universidad Nacional – meksykański klub piłkarski z siedzibą w stołecznym mieście Meksyk. Występuje w rozgrywkach Liga MX. Domowe mecze rozgrywa na obiekcie Estadio Olímpico Universitario.
Najczęściej określany poprzez swój przydomek, jako Pumas UNAM.

## Osiągnięcia

### Krajowe
- Liga MX

| zwycięstwo (7):     | 1977, 1981, 1991, 2004 (C), 2004 (A), 2009 (C), 2011 (C)   |
| drugie miejsce (8): | 1968, 1978, 1979, 1985, 1988, 2007 (A), 2015 (A), 2020 (G) |

- Copa MX

| zwycięstwo (1):     | 1975 |
| drugie miejsce (0): | –    |

- Campeón de Campeones

| zwycięstwo (2):     | 1975, 2004 |
| drugie miejsce (1): | 2005       |

### Międzynarodowe
- Puchar Mistrzów CONCACAF

| zwycięstwo (3):     | 1980, 1982, 1989 |
| drugie miejsce (2): | 2005, 2022       |

- Copa Interamericana

| zwycięstwo (1):     | 1980 |
| drugie miejsce (1): | 1989 |

- Copa Sudamericana

| zwycięstwo (0):     | –    |
| drugie miejsce (1): | 2005 |

## Historia
W 1954 roku przy Narodowym Uniwersytecie Autonomicznym Meksyku założono drużynę piłkarską „Pumas”, która już w sierpniu tego samego roku dopuszczona została do rozgrywek drugiej ligi zawodowej (Segunda División de México). Stało się to dzięki poparciu rektora uczelni Nabora Carrillo i Guillermo Aguilara Álvareza. Rektor wyznaczył Aguilara Álvareza na pierwszego prezesa klubu.
UNAM zadebiutował w zawodowej lidze 12 września 1954 roku wyjazdowym meczem z CF Monterrey. Okazało się, że nowy klub nie radzi sobie z problemami, jakie stawia zawodowy futbol i z tego powodu zarząd klubu poprosił o pozwolenie na roczną pauzę od rozgrywek ligowych, by dokonać niezbędnej reorganizacji. Przebudowa trwała rok, a nowym zarządcą klubu został Héctor Ortiz. Utworzono radę patronów klubu UNAM, która stworzyła podstawy do przyszłego awansu.
Po ośmiu latach pobytu w drugiej lidze UNAM awansował do pierwszej ligi (Primera División de México). W decydującym meczu UNAM pokonał 9 stycznia 1962 roku Club Cataluña de Torreón 5:1. Po zakończeniu meczu ogarnięci szałem radości kibice klubu wtargnęli na boisko, nosząc swych piłkarzy na rękach. Następnego dnia drużyna przyjęła gratulacje od rektora uczelni Ignacio Cháveza. Trenerem, który doprowadził UNAM do pierwszej ligi był Octavio Vial. Na ten epokowy w historii klubu sukces zapracowali następujący gracze: Homero Villar, Raúl Chanes, José Antonio Rodríguez, Alfredo Echávarri, José Ruíz, Carlos Gutiérrez, Alfredo Zenteno, José Luis Ledezma, Antonio Sámano, Jorge Gaitán, Guillermo Vázquez Sr., Lorenzo García, Carlos Calderón de la Barca, Manuel Rodríguez, Edmundo Pérez i Gustavo Cuenca. Wkrótce po awansie do pierwszej ligi rada patronów podjęła decyzję o utworzeniu nowoczesnego systemu szkolenia nowych generacji piłkarzy dla klubu.
Po dwóch latach opieki nad zespołem przez Alfonso „El Pescado”, trenerem drużyny został hiszpański szkoleniowiec Ángel Zubieta, który szeroko otworzył drzwi dla piłkarzy zagranicznych. Nie oznaczało to jednak, by zrezygnował z graczy szkolonych w klubowej szkółce piłkarskiej. W pierwszej połowie dekady przybyli dwaj najważniejsi zagraniczni piłkarze w historii klubu – Serb Bora Milutinović i Brazylijczyk Cabinho. Dołączyli oni do bazy stworzonej przez takich piłkarzy meksykańskich jak Miguel Mejía Barón, Héctor Sanabria, Arturo Vázquez Ayala, José Luis López oraz Leonardo Cuéllar. W drugiej połowie dekady piłkarze ci sięgnęli po pierwszy w historii klubu tytuł mistrza Meksyku.
W sezonie 1974/75 klub zdobył puchar Meksyku oraz superpuchar. W sezonie 1976/77 klub zdobył pierwsze w swych dziejach mistrzostwo Meksyku. Potem były jeszcze dwa wicemistrzostwa. Ostatnim akordem tej pełnej sukcesów dekady było pojawienie się największego nie tylko w historii klubu, ale i w historii całego Meksyku piłkarza – Hugo Sáncheza.
W sezonie 1980/81 Pumas wygrali swoje drugie mistrzostwo Meksyku. Był to jednocześnie ostatni sezon, w którym Hugo Sánchez występował w barwach klubu. W następnym sezonie przyszły wielkie sukcesy międzynarodowe – Puchar Mistrzów CONCACAF, a następnie Copa Interamericana.
Dekada ta zaznaczyła się również znaczącym wkładem szkółki piłkarskiej klubu UNAM w budowę reprezentacji narodowej. Przygotowując się do mistrzostw świata w 1986 roku meksykańska federacja piłkarska powołała trenera klubu UNAM Borę Milutinovicia na opiekuna reprezentacji gospodarzy mistrzostw świata. Serb powołał do reprezentacji licznych byłych i obecnych graczy klubu UNAM. Do reprezentacji powołania zostali następujący gracze: Hugo Sánchez, Félix Cruz, Rafael Amador, Raúl Servín, Miguel España, Manuel Negrete oraz Luis Flores. Generacja ta dała wiele powodów do radości zarówno kibicom Pumas, jak i reprezentacji narodowej Meksyku.
Nowa dekada zaczęła się od najhuczniej świętowanego mistrzostwa Meksyku w sezonie 1990/91 (UNAM pokonał swego wielkiego rywala, klub Club América). W klubie pojawiła się nowa generacja piłkarzy, takich jak: Luis García Postigo, Jorge Campos, Claudio Suárez, Antonio Sancho, Israel López, Braulio Luna, Rafael García, Jaime Lozano czy Gerardo Torrado. Jednak dekada ta pomimo świetnego początku nie przyniosła klubowi wielkich sukcesów. W końcu dekady pojawił się w klubie Hugo Sánchez by spróbować swych sił jako trener.
W nowym tysiącleciu obok Hugo Sáncheza jako trenera pojawiła się plejada wybitnych graczy, która przywróciła klubowi dawną potęgę. W roku 2004 UNAM został w czerwcu mistrzem Meksyku po wygraniu turnieju Clausura (w finale 0:0 i 1:1 oraz 5:4 w rzutach karnych z Guadalajarą). W przerwie ligowej UNAM pokonał na Santiago Bernabéu słynny Real Madryt 1:0, tym samym zwyciężając w rozgrywkach Trofeo Santiago Bernabéu. Zwycięską bramkę zdobył Israel Castro. W grudniu 2004 roku klub zdobył mistrzostwo po raz drugi, zwyciężając w turnieju Apertura 2005 (po pokonaniu w finale 2:1 i 1:0 Monterrey). Sukcesy te sprawiły, że rok 2004 nazwany został „El Año de Oro” („Złoty Rok”).
| 31 sierpnia 2004 | Real Madryt | 0:10:0raport | Pumas UNAM · Israel Castro 69' | Estadio Santiago Bernabéu, Madryt Sędzia: José Javier Losantos Omar |
|                  |             |              |                                |                                                                     |

Real Madryt: Sánchez – Salgado (46' → Helguera), Mejía, Pavón, Bravo (62' → Paredes) – Juanfran (46' → Figo), Guti, Beckham (46' → Celades), Solari (70' → Soldado) – Owen (46' → Zidane), Morientes.
Pumas UNAM: Bernal – Castro, Verón, Beltrán, Lozano – López (89' → Del Olmo), Botero (71' → Toledo), Galindo, Leandro – Fonseca, Alonso.
W następnym roku UNAM zagrał w Copa Sudamericana – najpoważniejszym turnieju międzynarodowym w jakim klub kiedykolwiek brał udział. W 1/8 finału UNAM wyeliminował boliwijski klub The Strongest dzięki wyjazdowej bramce Brazylijczyka Aíltona. W ćwierćfinale czekał teoretycznie znacznie silniejszy rywal – słynny brazylijski Corinthians Paulista. W Brazylii UNAM przegrał 1:2, ale w rewanżu wygrał niespodziewanie wysoko, bo aż 3:0, i awansował do półfinału. W półfinale po wyjazdowym remisie 0:0 UNAM rozgromił u siebie aż 4:0 argentyński klub Vélez Sársfield. W finale czekał kolejny argentyński klub – Boca Juniors. U siebie UNAM zremisował 1:1. Na wyjeździe także był remis 1:1, jednak karne lepiej egzekwowali piłkarze Boca i to oni świętowali zdobycie pucharu.
Swój szósty tytuł mistrzowski Pumas zdobyli wiosną 2009, po pokonaniu łącznym wynikiem 3:2 (1:0, 2:2, po dogrywce) Pachuki. Do rozstrzygnięcia wyniku potrzebna była dogrywka, w której bramkę przesądzającą o zwycięstwie UNAM zdobył Pablo Barrera.
W Mundialu 2010 udział wzięło trzech graczy UNAM Pumas: Israel Castro, Pablo Barrera i Efraín Juárez. Dwaj ostatni byli podstawowymi graczami El Tri na tej imprezie i zostali po niej sprzedani na Wyspy Brytyjskie; Barrera do angielskiego West Hamu, natomiast Juárez do szkockiego Celticu. Na ich sprzedaży UNAM zarobił ponad 7 milionów euro.

## Aktualny skład
Stan na 16 lutego 2025.
| Nr | Poz. | Piłkarz                     |
| -- | ---- | --------------------------- |
| 1  | BR   | Álex Padilla                |
| 2  | OB   | Pablo Bennevendo            |
| 3  | OB   | Ricardo Galindo             |
| 4  | OB   | Lisandro Magallán (kapitan) |
| 5  | OB   | Rubén Duarte                |
| 6  | OB   | Nathan Silva                |
| 7  | PO   | Rodrigo López               |
| 8  | PO   | José Caicedo                |
| 9  | NA   | Guillermo Martínez          |
| 10 | NA   | Leo Suárez                  |
| 13 | OB   | Pablo Monroy                |

| Nr | Poz. | Piłkarz                |
| -- | ---- | ---------------------- |
| 15 | PO   | Ulises Rivas           |
| 17 | NA   | Jorge Ruvalcaba        |
| 19 | NA   | Alí Ávila              |
| 20 | PO   | Santiago Trigos        |
| 21 | NA   | Michell Rodríguez      |
| 22 | OB   | Robert Ergas           |
| 23 | NA   | Ignacio Pussetto       |
| 27 | PO   | Piero Quispe           |
| 28 | PO   | Adalberto Carrasquilla |
| 29 | NA   | Rogelio Funes Mori     |
| 35 | BR   | Pablo Lara             |